# Maïwenn
Maïwenn, egentligen Maïwenn Le Besco, född 17 april 1976 i Les Lilas, Seine-Saint-Denis i Île-de-France, är en fransk regissör, manusförfattare och skådespelare.
Maïwenn inledde sin karriär som barnskådespelare i Frankrike. År 1992, vid 16 års ålder gifte hon sig och fick barn med regissören Luc Besson. Paret skildes 1997. Som skådespelare har Maïwenn setts i filmer som Léon (1994), Det femte elementet (1997) och Switchblade Romance (2003).
Genombrottet som regissör kom med långfilmen Polis (2011) som fick Jurypriset vid Filmfestivalen i Cannes 2011 samt nominerades till flera César Awards. Maïwenn skrev även manus till filmen samt hade en av rollerna.